# Bande des 4 mètres
La bande 70 MHz désignée aussi par sa longueur d'onde, 4 mètres, est une bande du service radioamateur destinée à établir des radiocommunications de loisir. Cette bande est utilisable en permanence pour le trafic radio local. Cette bande est utilisable sporadiquement pour le trafic radio à grande distance.

Régions en rouges désigne des zones avec des allocations connus. Régions en bleues désigne des zones avec des allocations expérimentales.

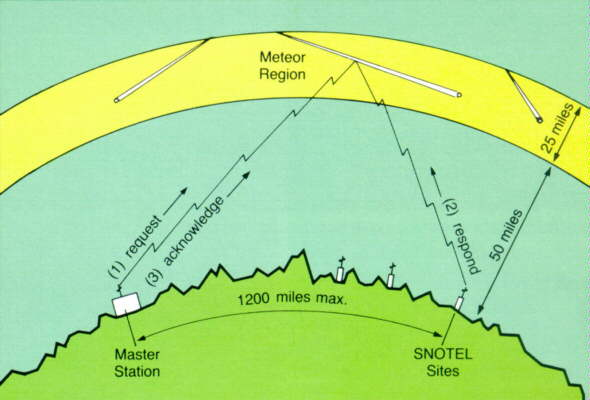
Propagation continentale par des traînées météoriques

## La manœuvre d’une stationradioamateur
- L’émission radioamateur dans la bande des 4 mètres depuis la France n’est plus autorisée.
- L'écoute dans la bande des 4 mètres depuis la France est possible.

## Historique
- Dès 1949 : Le service radioamateur en France a utilisé la bande 72 MHz à 72,800 MHz[2].

## Répartition de la bande
Répartition de la bande des 4 mètres 70 à 70,5 MHz radioamateur sauf en France.
| Fréquences en MHz | Utilisations radioamateur Modes                                                                                      |
| ----------------- | --- |
| 69.950            | Radioamateurs fréquence mono-fréquence dans différents pays européens (sauf France)                                  |
| 70.000 à 70.030   | Balises, bande des 4 mètres en C.W. (sauf France)                                                                    |
| 70.030            | Balises personnelles, bande des 4 mètres en C.W. (sauf France)                                                       |
| 70.030 à 70.050   | Balises, bande des 4 mètres en C.W. (sauf France)                                                                    |
| 70.050            | Radioamateurs par diffusion météoriques en C.W. (sauf France)                                                        |
| 70.050 à 70.149   | Radioamateurs en U.S.B./C.W. (sauf France)                                                                           |
| 70.150            | Radioamateurs par diffusion météoriques en C.W. (sauf France)                                                        |
| 70.151 à 70.180   | Radioamateurs en U.S.B./C.W. (sauf France)                                                                           |
| 70.185            | Radioamateurs en bandes croisées avec 28,185 MHz, 50,185 MHz et 144,185 MHz en U.S.B./C.W. (écoute depuis la France) |
| 70.190 à 70.197   | Radioamateurs en U.S.B./C.W. (sauf France)                                                                           |
| 70.200            | Fréquence internationale d’appel en téléphonie, bande des 4 mètres en U.S.B./C.W. (sauf France)                      |
| 70.203 à 70.250   | Radioamateurs en U.S.B. (sauf France)                                                                                |
| 70.260            | Fréquence internationale d’appel en téléphonie, bande des 4 mètres en A.M./F.M.(sauf France)                         |
| 70.270 à 70.294   | Radioamateurs mono-fréquence en A.M./F.M. (sauf France)                                                              |
| 70.300            | Appel par radio télétype, téléimprimeur en R.T.T.Y et Appel par télécopie, fac-similé en Fax (sauf France)           |
| 70.3125           | Communications digitales (Packet radio) en Digimodes (sauf France)                                                   |
| 70.325            | Communications digitales (Packet radio) en Digimodes (sauf France)                                                   |
| 70.3375 à 70.400  | Radioamateurs en Grande-Bretagne, en Irlande en A.M. (sauf France)                                                   |
| 70.400 à 70.4375  | Radioamateurs en Grande-Bretagne, en Irlande en F.M. (sauf France)                                                   |
| 70.450            | Appel radioamateurs mono-fréquence, bande des 4 mètres en F.M. (sauf France)                                         |
| 70.4625           | Radioamateurs mono-fréquence en F.M. (sauf France)                                                                   |
| 70.475            | Radioamateurs mono-fréquence en F.M. (sauf France)                                                                   |
| 70.4875           | Communications digitales (Packet radio) en Digimodes (sauf France)                                                   |

## Les antennes

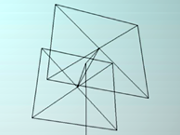
Antenne Quad pour les radiocommunications à grande distance

Les antennes les plus utilisées sur cette bande :
- Antenne Yagi
- Antenne quad
- Antenne losange
- Antenne log-périodique
- Antenne hélice axiale
- Réseaux d'antennes
- Antenne colinéaire
- Antenne ground plane
- Antenne fouet
- Antenne fouet hélicoïdale (mobile)
- Antenne dipolaire ou dipôle

## La propagation locale

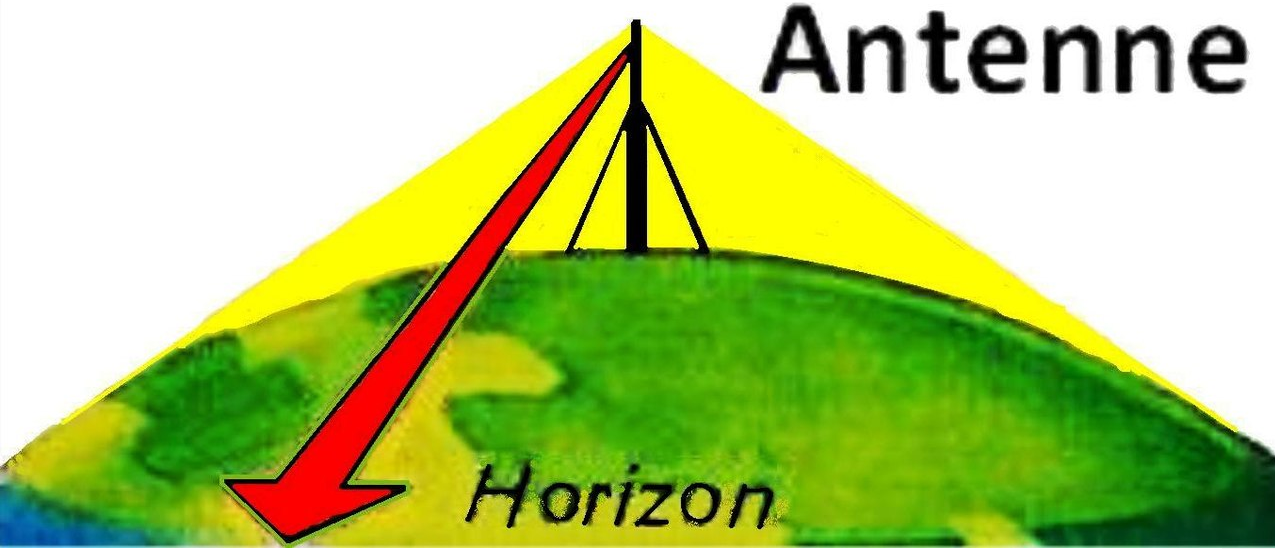
Propagation locale sur la bande VHF

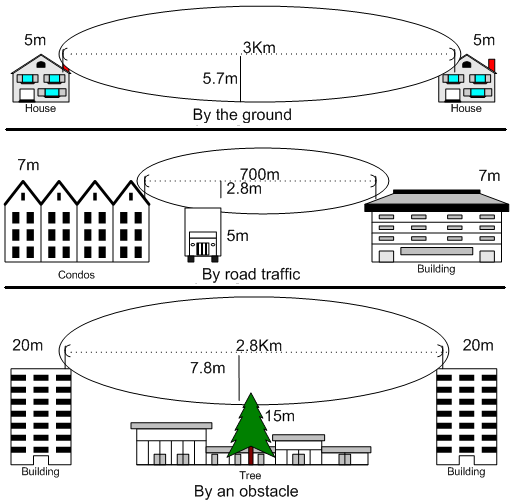
Propagation locale sur la bande VHF

La propagation est dans une zone de réception directe (quelques dizaines de kilomètres) en partant de l’émetteur.
- La propagation est comparable à celle d’un rayon lumineux.
- Les obstacles sur le sol prennent de l’importance.
- En absence d'obstacles, la portée radio est fonction de la courbure de la terre et de la hauteur des antennes d’émission et de réception selon la formule :
- {\displaystyle d=4,188\times \ ({\sqrt {h1}}\ +{\sqrt {h2}})}
- d est la portée radio en km (sans obstacles intermédiaires.)
- h1 est la hauteur de l’antenne d’émission en mètres au-dessus de la hauteur moyenne du sol.
- h2 est la hauteur de l’antenne de réception en mètres au-dessus de la hauteur moyenne du sol.

Les portées pratiques en onde directe, au-dessus du sol obtenus par le tableau ci-dessous, sont indiquées en kilomètres suivant les hauteurs des antennes d'émission et de réception, la portée correspond à une puissance d'émission de 10 watts sur 72 MHz et pour une réception radioélectrique d'un champ de 3 microvolts par mètre.
| Hauteurs des antennes des stations au-dessus de la hauteur moyenne du sol | Hauteurs des antennes des stations au-dessus de la hauteur moyenne du sol | Distance de la portée | Distance de la portée |
| ------------------------------------------------------------------------- | ------------------------------------------------------------------------- | --------------------- | --------------------- |
| une station                                                               | l'autre station                                                           | en ville, en forêt    | en mer                |
| 1,80 m                                                                    | 1,80 m                                                                    | 2,5 km                | 13 km                 |
| 9 m                                                                       | 1,80 m                                                                    | 6 km                  | 30 km                 |
| 9 m                                                                       | 9 m                                                                       | 10,5 km               | 42 km                 |
| 180 m                                                                     | 1,80 m                                                                    | 21 km                 | 70 km                 |

## La propagation à grande distance

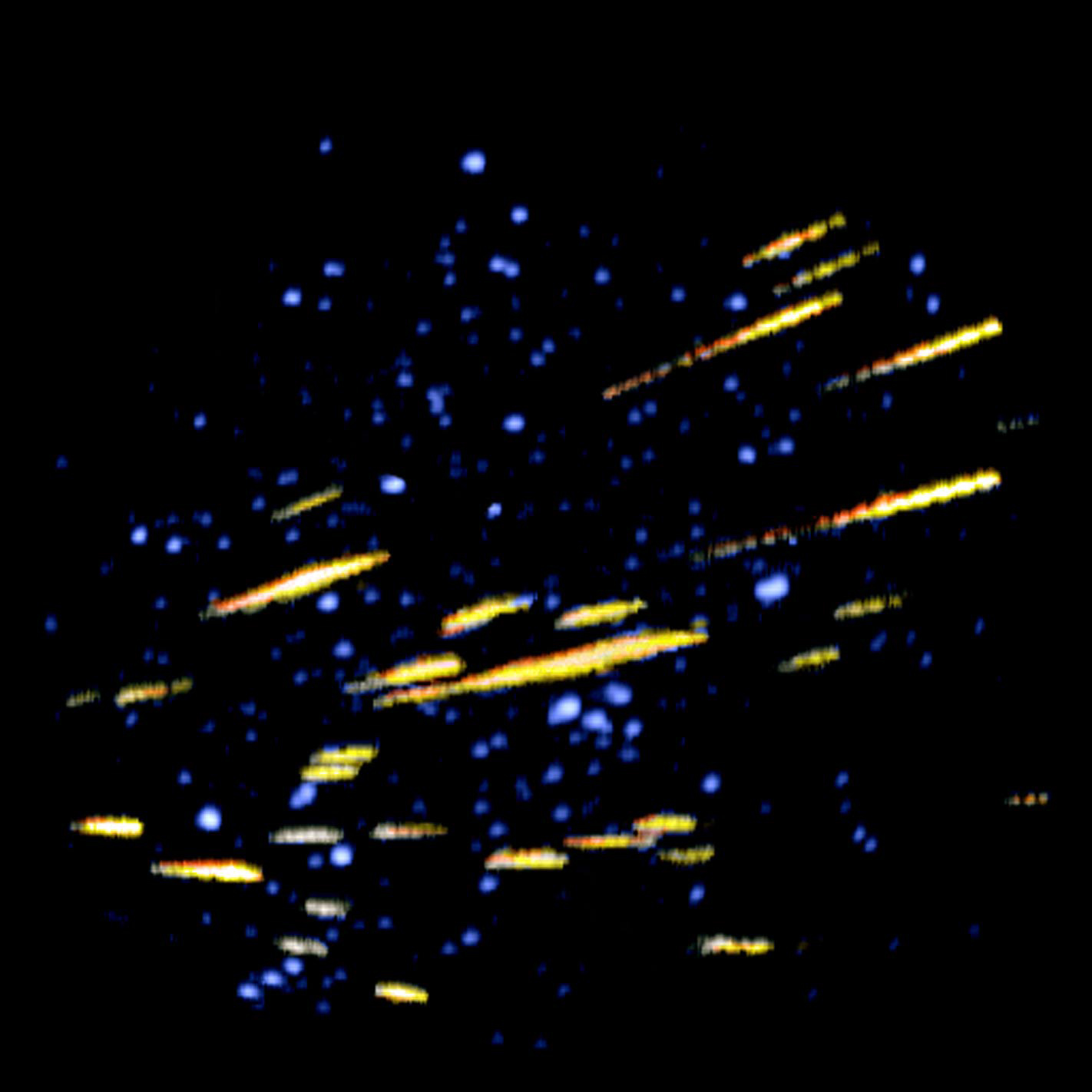
Traînées laissées par des météores.

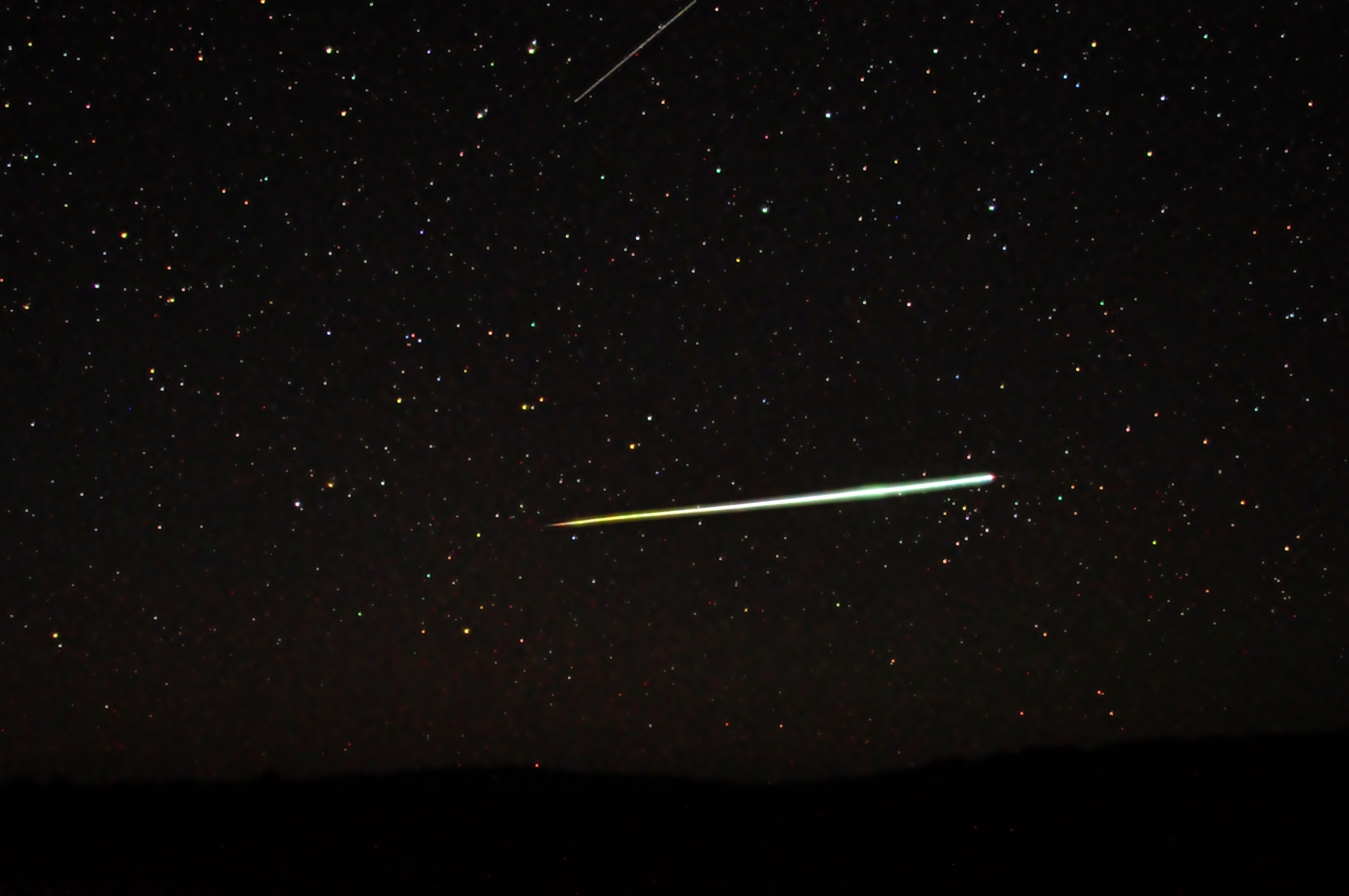
Traînées météoriques.

Cependant on observe des réceptions sporadiques à grande distance :
- Ouvertures par propagation sporadique E assez fréquentes entre juin et juillet et moins fréquentes entre décembre et début janvier chaque année.
- Troposphérique avec une portée jusqu’à 1 000 km[6].
- Aurores boréales avec une portée jusqu’à 2000 km depuis le 45e parallèle dans l’hémisphère Nord.
- Excellente bande continentale lorsque le parcours entre l’émetteur et le récepteur est en vue des traînées météoriques
- Vers le début de l’été lorsque le rayonnement solaire est particulièrement intense, on observe des réceptions sporadiques jusqu’à 2000 km.
- Diffusion et réfraction atmosphérique en fonction de certaines conditions.
- Ouverte en F2 le jour en période d’activité solaire supérieur à 200 taches, pour les communications intercontinentales[7].